# 신장염
신장염(腎臟炎, nephritis)은 사구체, 세관, 그리고 사구체와 세관 주위의 세포간 조직에 영향을 주는 신장의 염증이다.

## 관련 질병

### 종류
- 사구체콩팥염은 사구체의 염증이다. 특별한 설명 없이 신장염이라고 언급할 때에는 사구체콩팥염을 종종 가리킨다.[2]
- 간질성신염은 세뇨관 간 공간에 발생하는 염증이다.[3]

## 병인
- 신우신염
- 루푸스콩팥염
- Athletic nephritis

## 진단
진단은 신장염의 병인에 따라 달라지며, 루푸스 신장염의 경우 혈액 검사, X레이, 초음파를 사용하여 질병 유무 확인에 도움을 줄 수 있다.

## 치료
신장염의 치료 및 관리는 장기의 염증의 병인에 따라 다르다. 루푸스 신장염의 경우 하이드록시클로로퀸을 사용할 수 있다.

## 같이 보기
- 신증후군
- 굿파스처 증후군